# Jonathan Kuminga
Jonathan Malangu Kuminga (* 6. Oktober 2002 in Goma) ist ein kongolesischer Basketballspieler. Der 2,01 Meter große Flügelspieler steht seit 2021 bei der NBA-Mannschaft Golden State Warriors unter Vertrag, nachdem ihn die Kalifornier beim Draftverfahren an siebter Stelle ausgewählt hatten.

## Werdegang
Kuminga entstammt einer fußballbegeisterten Familie, begann eigener Aussage nach aber auch mit dem Basketballsport, weil er körperlich größer als andere Heranwachsende war. Im Sommer 2015 nahm er an einer Basketballtrainingsveranstaltung teil, die von Bismack Biyombo organisiert wurde. Biyombo fiel die Begabung Kumingas auf und unterstützte den Jungen, indem er ihn in die Vereinigten Staaten vermittelte. Kuminga kam im Alter von 13 Jahren in die USA, spielte an der Huntington Prep School in West Virginia, dann an der Our Savior New American School in Centereach (Bundesstaat New York), ehe er im Bundesstaat New Jersey an die Patrick School kam. An der katholischen Schule blühte er auf, hilfreich war ihm unter anderem, dass er in der dortigen Basketballmannschaft mehrere Mitspieler afrikanischer Herkunft hatte, denen die Schwierigkeiten bei der Anpassung an das Leben in den Vereinigten Staaten geläufig waren. Kumingas Leistungen als Basketballspieler weckten das Interesse namhafter Hochschulen, darunter die Duke University, die University of Kentucky und die Texas Tech University. Er entschied sich gegen ein Studium und Basketball auf Universitätsebene, sondern gab im Juli 2020 bekannt, ins Profilager zu wechseln. Er spielte in der wegen der Covid-19-Pandemie verkürzten Saison 2020/21 in der NBA G-League für die Mannschaft NBA G League Ignite, in der Nachwuchsspieler auf den Sprung in die NBA vorbereitet werden. Kuminga war mit 15,8 Punkten je Begegnung zweitbester Korbschütze der Mannschaft, seine 7,2 Rebounds pro Spiel waren ebenfalls der zweithöchste Wert.
Beim Draftverfahren der NBA im Juli 2021 sicherten sich die Golden State Warriors an siebter Stelle die Rechte an Kuminga. Er gewann in seinem ersten NBA-Spieljahr mit den Kaliforniern den Meistertitel. Während er in der Hauptrunde der Saison 2021/22 im Durchschnitt 9,3 Punkte je Begegnung erzielte und am 7. Mai 2022 als bisher jüngster NBA-Spieler seit der Erfassung dieser Statistik im Jahr 1970 in einem Playoffspiel in der Anfangsaufstellung stand, kam Kuminga in der Endspielserie gegen Boston kaum zum Zuge.

## Karriere-Statistiken

### NBA

#### Hauptrunde
| Saison  | Team         | GP  | GS | MPG  | FG % | 3P % | FT % | RPG | APG | SPG | BPG | PPG  |
| ------- | ------------ | --- | -- | ---- | ---- | ---- | ---- | --- | --- | --- | --- | ---- |
| 2021–22 | Golden State | 70  | 12 | 16.9 | .513 | .336 | .684 | 3.3 | 0.9 | 0.4 | 0.3 | 9.3  |
| 2022–23 | Golden State | 67  | 16 | 20.8 | .525 | .370 | .652 | 3.4 | 1.9 | 0.6 | 0.5 | 9.9  |
| 2023–24 | Golden State | 74  | 46 | 26.3 | .529 | .321 | .746 | 4.8 | 2.2 | 0.7 | 0.5 | 16.1 |
| Gesamt  | Gesamt       | 211 | 74 | 21.5 | .524 | .341 | .707 | 3.9 | 1.7 | 0.6 | 0.4 | 11.9 |

#### Playoffs
| Saison  | Team         | GP | GS | MPG | FG % | 3P % | FT % | RPG | APG | SPG | BPG | PPG |
| ------- | ------------ | -- | -- | --- | ---- | ---- | ---- | --- | --- | --- | --- | --- |
| 2021–22 | Golden State | 16 | 3  | 8.6 | .500 | .231 | .769 | 1.7 | 0.5 | 0.2 | 0.1 | 5.2 |
| 2022–23 | Golden State | 10 | 0  | 6.1 | .542 | .429 | .556 | 0.9 | 0.5 | 0.2 | 0.0 | 3.4 |
| Gesamt  | Gesamt       | 26 | 3  | 7.7 | .512 | .300 | .714 | 1.4 | 0.5 | 0.2 | 0.1 | 4.5 |

### NBA G-League

#### Hauptrunde
| Saison  | Team            | GP | GS | MPG  | FG % | 3P % | FT % | RPG | APG | SPG | BPG | PPG  |
| ------- | --------------- | -- | -- | ---- | ---- | ---- | ---- | --- | --- | --- | --- | ---- |
| 2020–21 | G League Ignite | 13 | 13 | 32.8 | .387 | .246 | .625 | 7.2 | 2.7 | 1.0 | 0.8 | 15.8 |
| Gesamt  | Gesamt          | 13 | 13 | 32.8 | .387 | .246 | .625 | 7.2 | 2.7 | 1.0 | 0.8 | 15.8 |

Quelle